# Varanus niloticus
Varanus niloticus là một loài thằn lằn trong họ Varanidae. Loài này được Linnaeus mô tả khoa học đầu tiên năm 1766.

## Hình ảnh

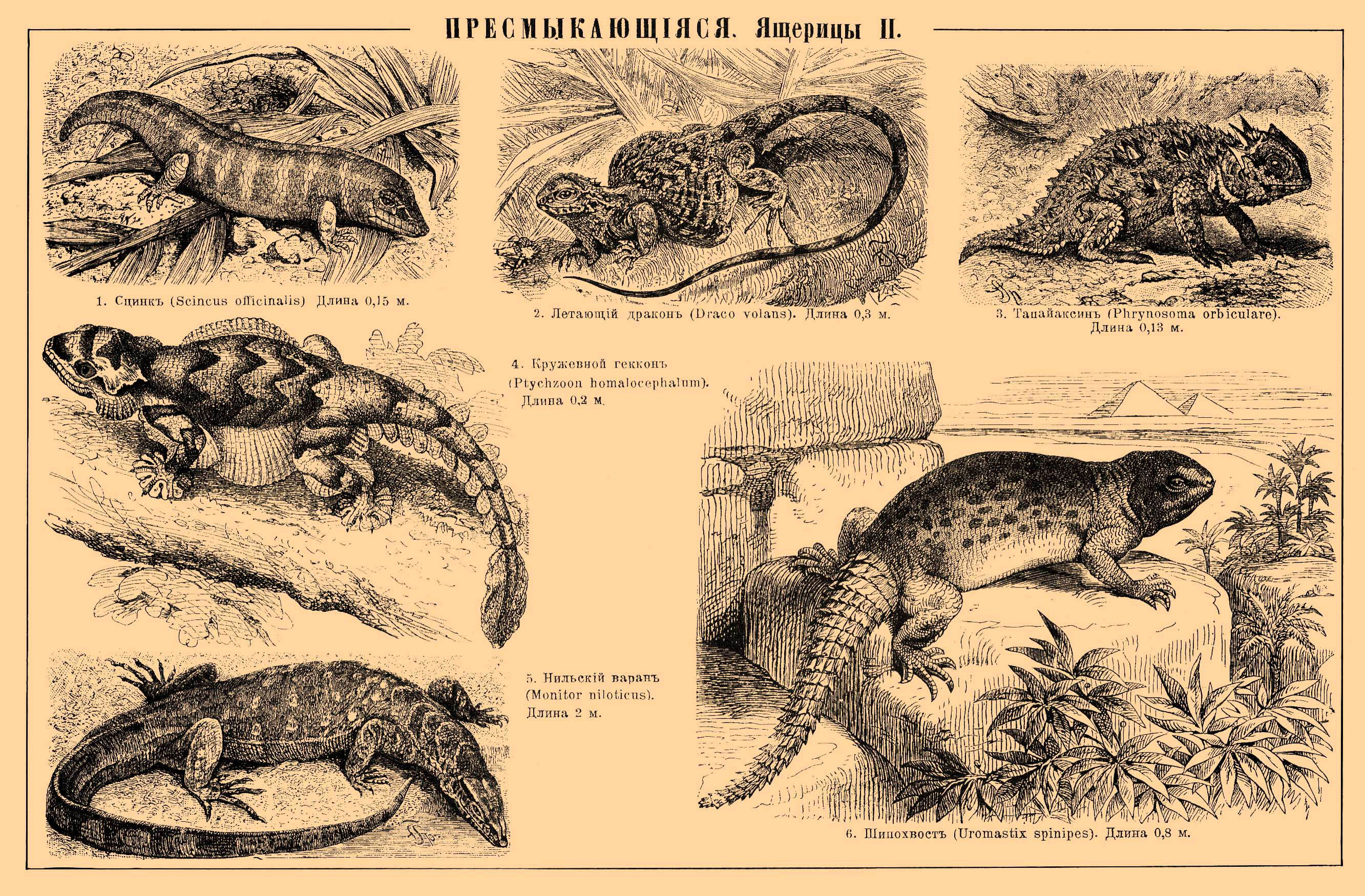
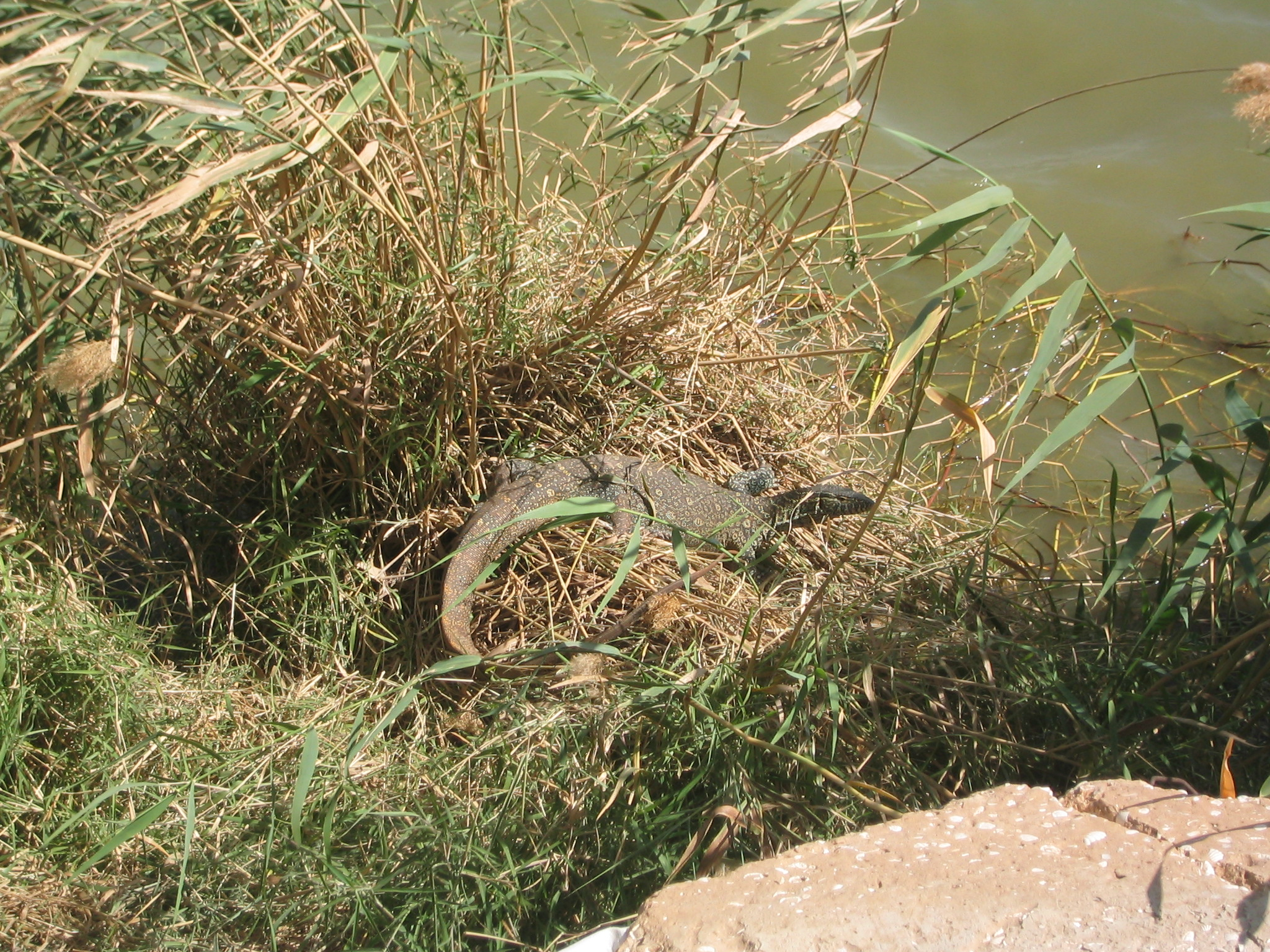
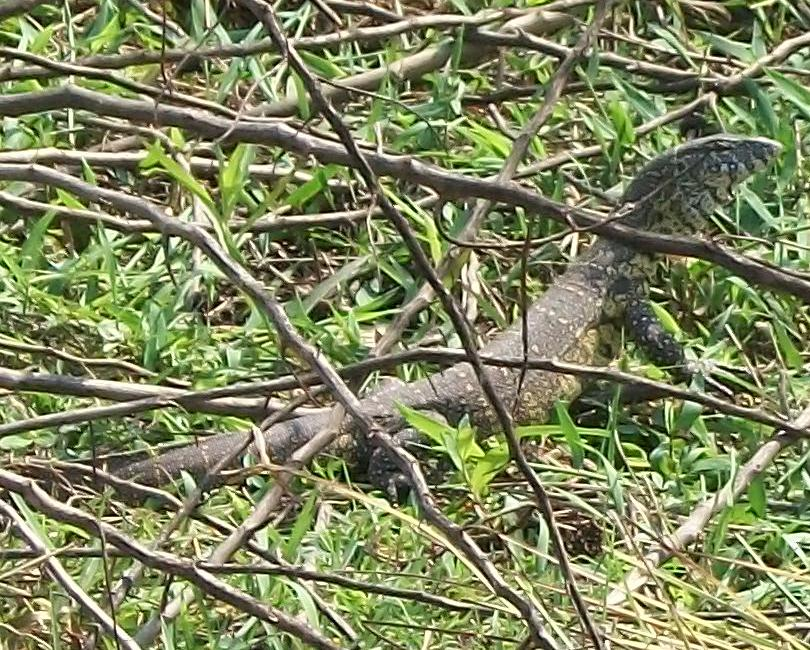
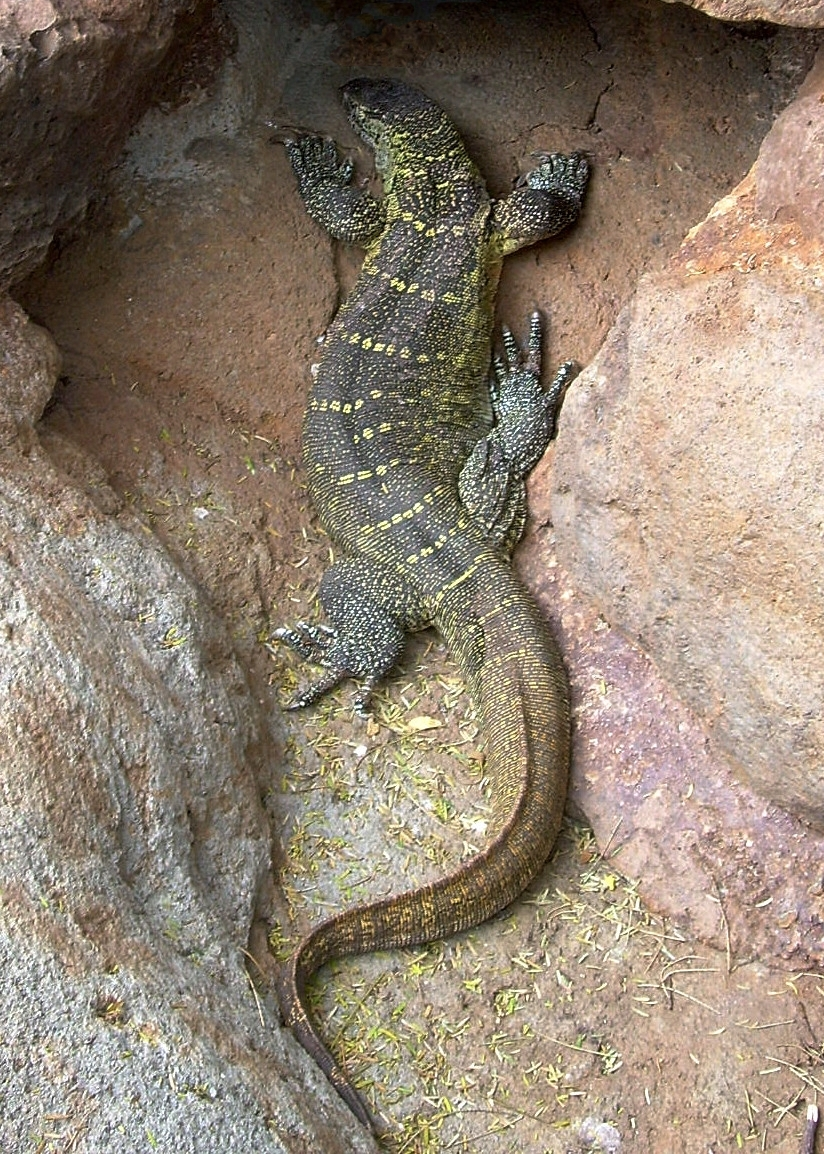